# Joseph Keller
Joseph Bishop Keller (Paterson, 31 de julho de 1923 – Stanford, Califórnia, 7 de setembro de 2016) foi um matemático estadunidense.

## Início da vida e educação
Nascido em Paterson, Nova Jersey, em 31 de julho de 1923, Keller frequentou a Eastside High School, onde foi membro da equipe de matemática. Depois de obter seu diploma de graduação em 1943 na New York University, Keller obteve seu Ph.D. em 1948 na NYU sob a supervisão de Richard Courant. Ele foi professor de matemática no Courant Institute da New York University até 1979. Em seguida, foi professor de matemática e engenharia mecânica na Stanford University até 1993, quando se tornou professor emérito.

## Pesquisa
Keller trabalhou na aplicação da matemática a problemas em ciência e engenharia, como a propagação de ondas. Ele contribuiu para o método Einstein – Brillouin – Keller para calcular autovalores em sistemas mecânicos quânticos.

## Principais publicações
- J.B. Keller. On solutions of Δu=f(u). Comm. Pure Appl. Math. 10 (1957), 503–510.
- Edward W. Larsen and Joseph B. Keller. Asymptotic solution of neutron transport problems for small mean free paths. J. Mathematical Phys. 15 (1974), 75–81.
- Joseph B. Keller and Dan Givoli. Exact nonreflecting boundary conditions. J. Comput. Phys. 82 (1989), no. 1, 172–192.
- Jacob Rubinstein, Peter Sternberg, and Joseph B. Keller. Fast reaction, slow diffusion, and curve shortening. SIAM J. Appl. Math. 49 (1989), no. 1, 116–133.
- Marcus J. Grote and Joseph B. Keller. On nonreflecting boundary conditions. J. Comput. Phys. 122 (1995), no. 2, 231–243.
- Leonid Ryzhik, George Papanicolaou, and Joseph B. Keller. Transport equations for elastic and other waves in random media. Wave Motion 24 (1996), no. 4, 327–370.